# Orden de la Amistad de los Pueblos
La Orden de la Amistad de los Pueblos (del ruso: орден Дружбы народов) fue uno de los premios estatales de la Unión Soviética. Se estableció a partir del 17 de diciembre de 1972 por decreto del Presídium del Soviet Supremo para conmemorar el 50 aniversario de la URSS. La Orden fue parcialmente modificada por el Decreto del Presídium del Soviet Supremo de la URSS del 18 de julio de 1980. El autor de su diseño fue el pintor Alexander Borisovich Zhuk. Tras la disolución de la Unión Soviética la orden automáticamente dejó de existir como premio estatal.

## Estatutos de la orden
El estatuto de la Orden de la Amistad de los Pueblos, de conformidad con el Decreto del Presídium del Soviet Supremo de la URSS, del 17 de diciembre de 1973, fue el siguiente:

1. Para celebrar el 50 aniversario de la Unión de Repúblicas Socialistas Soviéticas establece la Orden de la Amistad de los Pueblos, para condecorar los grandes méritos en el esfuerzo por fortalecer la amistad y la cooperación fraterna entre los países socialistas, por su contribución significativa al desarrollo económico, social, político y cultural de la URSS y repúblicas de la Unión.

2. Serán condecorados con la Orden de la Amistad de los Pueblos:
- Los ciudadanos de la URSS;
- Las empresas, instituciones, organizaciones, unidades militares y formaciones, el sindicato y las repúblicas autónomas, territorios, regiones, regiones autónomas, distritos autónomos y sus ciudades.
Con la Orden de la Amistad de los Pueblos pueden ser recompensados también quienes no son ciudadanos de la URSS.
3. La Orden de la Amistad de los Pueblos se concederá:
- Por gran contribución al fortalecimiento de la amistad y la cooperación fraterna entre los países socialistas y nacionalidades;
- Por grandes logros en el trabajo en el desarrollo de la economía nacional de la URSS y repúblicas de la Unión;
- Por méritos en la construcción nacional y estatal de la URSS;
- Por una actividad particularmente fructífera en el desarrollo de la ciencia, el acercamiento y enriquecimiento mutuo de las culturas de los países socialistas y nacionalidades, participar activamente en la educación del pueblo soviético en el espíritu del internacionalismo proletario, la devoción y lealtad a la patria soviética;
- Por méritos especiales en el fortalecimiento de la fuerza defensiva de la URSS;
- Por gran contribución al desarrollo de la amistad fraterna y la cooperación entre los pueblos de los países socialistas, el fortalecimiento de la paz y las relaciones de amistad entre los pueblos.
4. La Orden de la Amistad de los Pueblos se llevará en la parte izquierda del pecho y se colocará después de la Bandera Roja del Trabajo.

## Descripción
A continuación se muestra una descripción de la Orden, de conformidad con el Decreto del Presídium del Soviet Supremo de la URSS, del 17 de diciembre de 1973.

La Orden de la Amistad de los Pueblos es de plata con un convexo ligeramente dorado, con una estrella de cinco puntas cubierta con esmalte rojo oscuro, rodeada de plata, en forma de pirámide y cinco haces de rayos dorados que salen.

En el centro tiene colocado un emblema dorado del Estado de la URSS, algunos detalles están cubiertos con esmalte de color. El borde del escudo tiene una imagen de apretones de manos en la parte inferior en forma de llanta, mientras abajo se superpone una cinta cubierta de esmalte rojo oscuro y bordes dorados con la inscripción "URSS".
Entre el escudo nacional de la URSS y la llanta sobre un fondo de esmalte blanco en la parte superior figura la inscripción "Amistad de los Pueblos", en el bajo y entre ramas de laurel, cubierta con esmalte de color verde.

El tamaño de la orden entre los extremos opuestos de la estructura piramidal de plata y el haz de rayos de oro es de 47 mm. La Orden por medio de un bucle y un anillo se une a un listón con doblaje pentagonal, la cinta de seda moaré tiene un ancho de 24 mm. En su mitad, la cinta tiene una banda roja longitudinal de 13 mm de ancho, con dos estrechas franjas longitudinales amarillas. A la izquierda donde la franja de rojo converge tiene una franja azul y en el borde derecho tiene una banda verde, ambas de 4 mm. Los bordes de la cinta tienen finas rayas blancas de 1,5 mm de ancho.

La orden está hecha de plata. Su contenido de plata es de 38.998 ± 1.388 g. El peso total de la orden es de 42.9 ± 1.8 g.
Su numeración se hacía mediante el trazado de un número de serie puesto sobre el reverso de la orden, bajo la inscripción "Casa de la Moneda".

## Restablecimiento en Rusia y desaparición final
En general se entregaron un total de 72.760 condecoraciones de la Orden de la Amistad de los Pueblos. Después del colapso de la Unión Soviética en 1991, la Orden de La Amistad de los Pueblos dejó de existir, pero se restauró el 2 de marzo de 1992 como condecoración estatal de la Federación Rusa por Decreto del Presídium del Soviet Supremo de Rusia N.º 2424-1. Al aparecer estas órdenes rusas, en lugar del emblema de la Unión Soviética en el anverso, tenían el emblema de la RSFS de Rusia. También con una cinta roja en la parte inferior del anverso solo que sin la inscripción "URSS". El reverso de esta orden prácticamente no se cambió, sin embargo en estas nuevas órdenes rusas la inscripción de cuatro dígitos de la numeración comenzaba con "0" para la sustitución de los desaparecidos de las inscripciones iniciales.
La orden rusa duró hasta el 2 de marzo de 1994, cuando por decreto presidencial fue sustituida por la Orden de la Amistad. De la Orden de la Amistad de los Pueblos rusa se hicieron en total 1212 condecoraciones, 40 de ellas para ciudadanos extranjeros de 13 países (con exclusión de la  CEI).

## Datos de interés
- Viktor Zhluktov, quien fuera condecorado con la Orden de la Amistad de los Pueblos en 1982, también recibió como condecoración la Orden de la Amistad en 1996, sucesora de las dos órdenes anteriores.
- En Rusia existe una universidad llamada Universidad Rusa de la Amistad de los Pueblos y su edificio principal tiene puesto el emblema de la Orden de la Amistad de los Pueblos establecida por la URSS.